# Hyllisiopsis coomani
Hyllisiopsis coomani är en skalbaggsart som beskrevs av Stefan von Breuning 1956. Hyllisiopsis coomani ingår i släktet Hyllisiopsis och familjen långhorningar. Inga underarter finns listade i Catalogue of Life.